# Solomon Bonnah
Solomon Owusu Bonnah (Amsterdam, 19 agosto 2003) è un calciatore olandese, difensore dell'Austria Klagenfurt.

## Carriera

### Club
Prodotto dei settori giovanili di Zeeburgia ed Ajax, Bonnah è stato acquistato dal RB Lipsia nel 2019. Il 14 ottobre 2021 ha firmato il suo primo contratto professionistico ed il 24 novembre ha esordito nell'incontro della fase a gironi di Champions League vinto 5-0 contro il Club Bruges. Quattro giorni dopo ha debuttato anche in Bundesliga contro il Bayer Leverkusen.
Il 31 agosto 2022 si è trasferito a titolo definitivo all'Austria Klagenfurt con cui ha firmato un contratto triennale. Il 17 settembre ha segnato il suo primo gol in carriera nell'incontro di Bundesliga vinto 4-1 contro l'Altach.

### Nazionale
Ha giocato nelle nazionali giovanili olandesi Under-15, Under-16, Under-17 ed Under-19.

## Statistiche

### Presenze e reti nei club
Statistiche aggiornate al 25 novembre 2023.
| Stagione        | Squadra            | Campionato      | Campionato | Campionato | Coppe nazionali | Coppe nazionali | Coppe nazionali | Coppe continentali | Coppe continentali | Coppe continentali | Altre coppe | Altre coppe | Altre coppe | Totale | Totale | Totale |
| Stagione        | Squadra            | Comp            | Pres       | Reti       | Comp            | Pres            | Reti            | Comp               | Pres               | Reti               | Comp        | Pres        | Reti        | Pres   | Reti   |        |
| --------------- | ------------------ | --------------- | ---------- | ---------- | --------------- | --------------- | --------------- | ------------------ | ------------------ | ------------------ | ----------- | ----------- | ----------- | ------ | ------ | ------ |
| 2021-2022       | RB Lipsia          | BL              | 1          | 0          | CG              | 1               | 0               | UCL+UEL            | 1+0                | 0                  |             | -           | -           | 3      | 0      |        |
| 2022-2023       | Austria Klagenfurt | BL              | 12         | 1          | CA              | 0               | 0               |                    | -                  | -                  |             | -           | -           | 12     | 1      |        |
| 2023-2024       | Austria Klagenfurt | BL              | 12         | 1          | CA              | 3               | 0               |                    | -                  | -                  |             | -           | -           | 15     | 1      |        |
| Totale carriera | Totale carriera    | Totale carriera | 25         | 2          |                 | 4               | 0               |                    | 1                  | 0                  |             | -           | -           | 30     | 2      |        |

## Palmarès

### Club

#### Competizioni nazionali
- Coppa di Germania: 1

RB Lipsia: 2021-2022